# Aphoebantus turkmenicus
Aphoebantus turkmenicus är en tvåvingeart som beskrevs av Paramonov 1929. Aphoebantus turkmenicus ingår i släktet Aphoebantus och familjen svävflugor. Inga underarter finns listade i Catalogue of Life.